# Архитектура раног модернизма
Модернизам у архитектури није имао један извор из којег је настао и настајао је и у Европи и у САД.

## Историја почетака и појава модерне архитектуре
Много дуже од једног века од 18. до 19. века трајали су низ стилова који су добили име стилови обнове. То су стилови историцизма у којем не значи да је све било у подражавању ранијих епоха јер је ово доба донело и неке од изванредних примера добре архитектуре.
19. век доносио је велики развој стила грађевинског односно инењерског који је повезан са овладавањем нових материјала гвожђа, челика, и од 30-их година настају многе грађевине као мостови, хале, и фабрике. Стандардни пример је Кристална палата од Јосефа Пакстона из 1851. године.
У САД се појављује од 70-их година функционалистичка архитектура и тзв. Чикашка школа (у Чикагу је 1970. био велики пожар који је уништио део града што је омогућило архитектима да се искажу у овом граду у обнови ),
настају и прве градске куле у Њујорку и Чикагу у кубичним формама које не сакривају конструкцију челичних скелета.
У Великој Британији се развија интерес да се успостави равнотежа између индустријске производње и занатских производа и архитектуре. У континенталној Европи у дуцху времена се израња архитекта Хенри ван де Велда који оснива занатску школу у Вајмару и Адолф Лос чији објекти који нису били орнаментално декорисани изазивају протесте у Бечу.
Амерички архитекта Френк Лојд Рајт ствара на крају 19. века зграде које су инспирисане егзотичким, углавном јапанским делима у архитектури и под утицајем је Чикашке школе и његова дела наилазе на велики одјек нарочито у Европи.

## Рани модернизам
Око 1900. године када је у архитектури цветала сецесија трајала је у Европи велика дебата о улози архитектуре и архитеката у друштвеном свету. Нарасла је критика у превеликом украшавању и у вези тога саме примене орнамента у архитектури. Из различитих перспектива се појављују критике превелике употребе украса у штуку и осликавањем какво се примењивало у сецесији и трудили су се да успоставе распознавање особина материјала. У Немачкој је основано удружење уметника и архитеката „Deutscher Werkbund“ 1907. године који се наслања на принципе функционалности у Берлину је од Петер Бехренса пројектована челично- стаклена хала за „koncern AEG“. 1914. године изложба Werkbunda била је излог целе једне генерације младих немачких архитеката који ће наступити после прекида који јемизазвао Први светски рат. Ту је степениште „Стаклене куће“ Бруна Таута које је од новог материјала-стаклених опека.
У Вроцлаву је настала Хала столећа коју је као армирану конструкцију пројектовао Макс Берг 1913. године а у Познању Ханс Ползиг пројектант индустријских објеката извео је водоторањ, али и друге објекте. Једним од преломних објеката била је фабрика „Фагус“ коју је као често обележено као први модерни објекат модерне архитектуре извео Валтер Гропијус. 1914. године Гропиус као и Бруно Таут пројектују прве стаклене зграде које ће обележити модерну архитектуру новога доба.